# Bette (альбом)
Bette — десятый студийный альбом американской певицы и актрисы Бетт Мидлер, выпущенный 10 октября 2000 года на лейбле Warner Bros. Records.

## Об альбоме
Для альбом Мидлер записала кавер-версии классических соул/R&B-песен 1970-х годов, включая «Shining Star», «Love TKO» и «Just My Imagination (Running Away with Me)».
Альбом смог добраться до шестьдесят девятой строчки чарта Billboard 200. Согласно Nielsen SoundScan, на октябрь 2003 года было продано более двухсот двадцати тысяч экземпляров альбома в Соединённых Штатах. Альбом хоть и получил положительные отзывы критиков, имел совсем небольшие продажи, из-за чего лейбл принял решение разорвать контракт с исполнительницей, следующий альбом она уже выпустит на лейбле Columbia Records.
Для продвижения альбома в октябре 2000 года был выпущен промосингл «Nobody Else But You». В мае следующего года был выпущен макси-сингл с несколькими ремиксами «In These Shoes», достигший № 8 в американском чарте Billboard Dance Music/Club Play Singles и № 14 в чарте Hot Dance Music/Maxi-Singles Sales.

## Отзывы критиков
Альбом получил в основном положительные отзывы критиков. Уильям Рулман из AllMusic заявил, что «Bette — это со вкусом подобранный альбом, который демонстрирует выразительное пение Мидлер, но избегает её излишеств». По мнению Рецензента Rolling Stone Ричарда Абовица, секретным оружием Мидлер всегда была её способность выбирать материал, и Bette не является исключением.
Боб Ремштейн заявил, что Мидлер не является достаточно мощной или яркой певицей, чтобы превратить треки в выдающиеся только своим голосом, в результате чего некоторые идеально скопированные новые версии песен выглядит скорее адекватными, чем вдохновляющими. Жемчужиной альбома он назвал заключительную песню «Shining Star», в ней, на его взгляд, Мидлер демонстрирует поистине убедительную силу своего вокала. Кен Такер из Entertainment Weekly поставил оценку тройку, описал альбом как «перемолотый чуть меньше, чем больничная еда».

## Список композиций
| №                   | Название                                     | Автор(ы)                                       | Длительность |
| ------------------- | -------------------------------------------- | ---------------------------------------------- | ------------ |
| 1.                  | «That’s How Heartaches Are Made»             | Бен Ралей, Боб Хэлли                           | 3:08         |
| 2.                  | «In These Shoes?»                            | Кирсти МакКолл, Пит Гленистер                  | 3:42         |
| 3.                  | «God Give Me Strength»                       | Элвис Костелло, Берт Бакарак                   | 6:31         |
| 4.                  | «Just My Imagination (Running Away With Me)» | Норман Уитфилд, Барретт Стронг                 | 3:54         |
| 5.                  | «Love TKO»                                   | Сесил Уомак, Линда Уомак, Гип Нобл мл.         | 4:47         |
| 6.                  | «Moses»                                      | Патти Гриффин                                  | 4:31         |
| 7.                  | «Nobody Else But You»                        | Бетт Мидлер, Марк Шейман                       | 2:54         |
| 8.                  | «Color of Roses»                             | Бет Нильсен Чапман, Мэтт Роллингс              | 4:41         |
| 9.                  | «Bless You Child»                            | Билли Стейнберг, Рик Ноуэлс, Мари Клэр Кремерс | 4:35         |
| 10.                 | «When Your Life Was Low»                     | Уилл Дженнигс, Джо Сэмпл                       | 3:55         |
| 11.                 | «Shining Star»                               | Лео Грэм мл., Пол Ричмонд                      | 4:49         |
| Общая длительность: | Общая длительность:                          | Общая длительность:                            | 47:40        |

## Позиция в хит-парадах
| Хит-парад (2000)    | Высшая позиция |
| ------------------- | -------------- |
| США (Billboard 200) | 69             |